# Sarah Rapelje
Sarah Rapelje (9 de junio de 1625-1685) fue la primera mujer cristiana europea nacida en Nuevos Países Bajos.

## Biografía
Sarah Rapelje era hija de Joris Jansen Rapelje y Catalina Trico, calvinistas valones que navegaron a bordo del barco Eendracht procedente de la República Holandesa en 1624. Los Rapeljes llegaron a un sitio a lo largo del río Hudson donde ayudaron a construir uno de los primeros asentamientos holandeses, Fort Orange, donde nació Sarah Rapelje el 9 de junio de 1625 a lo largo del Waaleboght. Fort Orange finalmente se convertiría en la ciudad de comercio de pieles de Beverwijck, que más tarde se convertiría en Albany. El 6 de mayo de 1626, el tercer director de Nueva Ámsterdam, Peter Minuit, se reunió con varios jefes locales y les entregó vestidos, collares, hachas y otros bienes comerciales a cambio de poder permaner en la isla. A su vez, enviaron a la familia Rapelje para ayudar con el asentamiento de Nueva Ámsterdam en el extremo sur de la isla. Joris Rapelje luego compró un terreno en Long Island, al otro lado del East River desde Nueva Ámsterdam, en el pueblo de Breuckelen (la base del moderno Brooklyn) y finalmente se mudó a la bahía Wallabout.
Sarah Rapelje se casó con Hans Hansen Bergen en 1639 con quien tuvo ocho hijos, siete de los cuales vivieron hasta la edad adulta, hasta que Bergen murió en 1653. En 1654 Rapelje se casó con Teunis Gysbertse Bogaert con quien tuvo siete hijos más. A través de su hijo menor y único hijo, Guysbert, es la séptima bisabuela del actor Humphrey Bogart. El 24 de abril de 1660, el gobernador de Nuevos Países Bajos, Peter Stuyvesant, nombró a Bogaert magistrado de Nueva Amersfoort y Midwood. En 1663, Bogaert fue nombrado magistrado en Breuckelen, sucediendo a su suegro Joris Jansen Rapelje, sirviendo en ese cargo hasta 1673. 
Rapelje murió en 1685 en Boswijck, un pueblo que se convirtió en el moderno barrio Bushwick de Brooklyn. Cuando Rapelje murió, la colonia de Nuevos Países Bajos había sido cedida a los ingleses en 1664 y pasó a llamarse Provincia de Nueva York.

## Legado

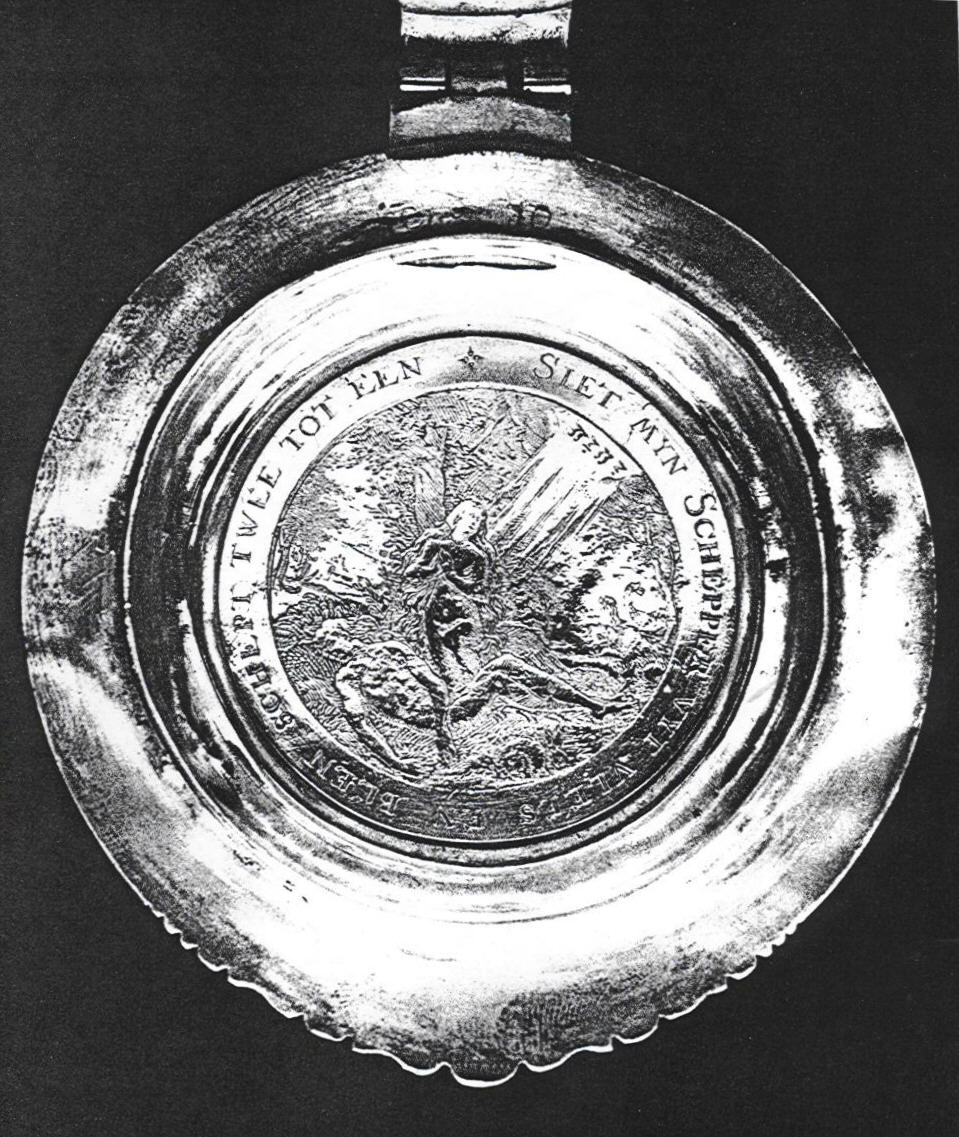
Medallón entregado a Sarah Rapelje con motivo de su matrimonio con Hans Hansen Bergen, 1639. Más tarde insertado en una jarra, donado por los descendientes al Museo de Arte de Brooklyn, 1926

La silla de Rapelje se encuentra en la colección permanente del Museo de la Ciudad de Nueva York, un regalo de sus descendientes Brinckerhoff. La calle Rapelye de Brooklyn lleva el nombre de la familia. Las autoridades holandesas le otorgaron a Sarah Rapelje una gran extensión de tierra en Wallabout en Brooklyn por ser la primera mujer cristiana europea en nacer en Nuevos Países Bajos. La familia era propietaria de una extensa propiedad en el área de la actual Red Hook.
Sus descendientes incluyen a la presentadora de televisión británica Clare Balding, Humphrey Bogart, Tom Brokaw, el gobernador Howard Dean, el presidente de la Royal Baking Powder Company Joseph C. Hoagland y el músico ganador del Grammy Mark O'Connor.